# Detlef W. Müller
Detlef Willi Müller (* 3. März 1943) ist ein deutscher Prähistoriker.

## Leben
Detlef W. Müller arbeitete von 1966 bis 1969 als Bodendenkmalpfleger für das Kreisheimatmuseum Gotha. 1969 wechselte er ans Museum für Ur- und Frühgeschichte Thüringens nach Weimar, blieb aber weiterhin für den Kreis Gotha zuständig. 1974 wurde er am Landesmuseum für Vorgeschichte in Halle (Saale) wissenschaftlicher Mitarbeiter in der Bodendenkmalpflege für den Bezirk Magdeburg. 1976 wurde er an der Universität Jena mit einer Dissertation zum Thema Die Besiedlung und Kulturgeschichte des Gothaer Raumes in ur- und frühgeschichtlicher Zeit promoviert. 1977 wurde er am Landesmuseum in Halle Leiter der Abteilung Ausstellung/Führungen/Werbung. Seit 1988 war er in Personalunion stellvertretender Museumsdirektor. Nach der Wende war Müller wesentlich an der Konzeption des Denkmalschutzgesetzes des neu gegründeten Landes Sachsen-Anhalt beteiligt. Im neu eingerichteten Landesamt für archäologische Denkmalpflege (später Landesamt für Archäologie) arbeitete er zunächst als Leiter der Abteilung Sammlungen/Archiv und von September 1994 bis zur Pensionierung als Abteilungsleiter der Bodendenkmalpflege, womit er zugleich als Stellvertreter des Landesarchäologen fungierte. Nach der Pensionierung von Siegfried Fröhlich wurde Müller im Frühling 2001 kurzzeitig kommissarischer Leiter des Landesamtes, bevor mit Harald Meller ein neuer dauerhafter Landesarchäologe gefunden wurde.
Müller besitzt, nicht zuletzt durch seine umfangreiche Ausgrabungstätigkeit, breite Kenntnisse zur gesamten Ur- und Frühgeschichte und zum Mittelalter in Mitteldeutschland. Den Schwerpunkt seiner Forschungstätigkeit bildet das Neolithikum.

## Schriften (Auswahl)
- Brückenschlag über Jahrtausende – Wegweiser durch die Sammlungen des Landesmuseums für Vorgeschichte Halle (Saale). VEB Deutscher Verlag der Wissenschaften, Berlin 1984.